# Pressehaus
Als Pressehaus wird allgemein ein Gebäude oder ein Gebäudekomplex bezeichnet, in dem Presse-Erzeugnisse entstehen. In einem Pressehaus sind Redaktionen mit ihren journalistischen Mitarbeitern, Zeitungs- und Zeitschriftenverlage mit ihren Geschäftsführungen, Anzeigen- und Vertriebsabteilungen, außerdem Druckereien für Zeitungsdruck und andere Printmedien zu finden. Seit der Entstehung des Privatfunks befinden sich in einem Pressehaus oftmals auch regionale bzw. lokale Ton- oder Fernsehstudios von Hörfunk oder Fernsehen, heute auch crossmedial arbeitende Online-Redaktionen.
Davon abweichend etablierte sich auch für das Gebäude 7 der Allianzbauten am Tulpenfeld in Bonn, in dem von 1967 bis 1999 die Bundespressekonferenz tagte, die Bezeichnung „Pressehaus“.

## Pressehäuser

### Deutschland
- Berlin: Pressehaus (Haus des Berliner Verlages) Pressehaus, Alexanderplatz (Berliner Zeitung,  u. a.), Verlagsgebäude Neues Deutschland
- Berlin: Haus der Presse (Berlin), Pressehaus an der Markgrafenstraße
- Bonn: Pressehaus, früher Görresstraße[1], später (seit 1967) Tulpenfeld[2]
- Braunschweig: Pressehaus, früher Hutfiltern, dann Hamburger Straße, jetzt Lange Str. (Braunschweiger Zeitung u. a.)
- Bremen: Pressehaus, Martinistraße (Weser-Kurier u. a.)
- Dortmund Pressehaus Ruhr Nachrichten, Pressehaus Westfälische Rundschau
- Dresden: Haus der Presse (Dresden), Ostra-Allee (Sächsische Zeitung)
- Düsseldorf: Pressehaus, Zülpicher Straße (Rheinische Post)
- Essen: Pressehaus, Friedrichstraße (WAZ-Mediengruppe)
- Freiburg im Breisgau: Pressehaus, Basler Straße (Badische Zeitung)
- Haldensleben: Pressehaus, Magdeburger Straße[3]
- Hamburg: Pressehaus am Speersort (seit 2016 Helmut-Schmidt-Haus), Steinstraße
- Hannover: 1957 eröffnetes „Pressehaus“ an der Goseriede 10, siehe Ver.di-Höfe
- Magdeburg: Pressehaus, (früher Volksstimme)
- Mainz: Pressehaus, Erich-Dombrowski-Straße (Verlagsgruppe Rhein Main)
- Münster: Pressehaus, Neubrückenstraße (Münstersche Zeitung u. a.)
- Nürnberg: Pressehaus, Marienstraße (Nürnberger Nachrichten u. a.)
- Stuttgart: Pressehaus Stuttgart, Plieninger Straße (Stuttgarter Nachrichten, Stuttgarter Zeitung und Antenne 1)
- Weimar: Pressehaus, Goetheplatz, Thüringische Landeszeitung, Thüringer Allgemeine, Allgemeiner Anzeiger (AA)
- Wiesbaden: Pressehaus, Langgasse (Wiesbadener Kurier u. a.)

### Frankreich
- Haus der Presse (Mons) (auch Spanisches Haus), ein Monument aus dem 16. und 17. Jahrhundert
- Haus der Presse (Straßburg), das Pressehaus des Europa-Parlaments

### Litauen
- Pressehaus Vilnius

### Österreich
- St. Pölten: Niederösterreichisches Pressehaus, Gutenbergstraße
- Wien: Pressehaus, Muthgasse (Kronen Zeitung u. a.)

### Schweiz
- Zürich: Pressehaus, Dufourstrasse (Ringier)

### Rumänien
- Bukarest: Casa Presei Libere

### Vereinigte Staaten von Amerika
- 41 Park Row, Manhattan
- Los Angeles Times Building
- New York Times Tower
- New York Tribune Building
- New York World Building